# Euskirchen (distrito)
Euskirchen é um distrito (Landkreis) no sudoeste da Renânia do Norte-Vestfália, Alemanha. Os distritos vizinhos são Aachen, Düren, Rhein-Erft-Kreis, Rhein-Sieg, Ahrweiler, Daun, Bitburg-Prüm e a província de Liège (Bélgica).

## História
Em 1827 foi criado um primeiro distrito ao redor da cidade de Euskirchen, porém muito menor do que hoje. Em 1932, o distrito de Rheinbach foi dissolvido, pelo que o distrito de Euskirchen ganhou sua parte sul. Em 1972, o distrito de Euskirchen cresceu novamente com a inclusão do distrito de Schleiden.

## Geografia
Geograficamente, a metade sudoeste do distrito está dentro da cadeia de colinas Eifel. Esta terra dificilmente é adequada para a agricultura e, portanto, em tempos históricos, a região era bastante pobre. As áreas mais a nordeste são mais planas e historicamente têm sido usadas para cultivar uma variedade de culturas, principalmente a beterraba sacarina. A única outra fonte de riqueza era o minério de ferro, mas hoje as muitas florestas que ali existem tornam a área interessante para os turistas.

## Cidades e municípios
(População em 30 de junho de 2006)
| Cidades          | População |
| Euskirchen       | 55 235    |
| Mechernich       | 27 271    |
| Zülpich          | 20 153    |
| Bad Münstereifel | 18 988    |
| Schleiden        | 13 823    |
| Municípios       | População |
| Weilerswist      | 16 354    |
| Kall             | 11 983    |
| Blankenheim      | 8 632     |
| Hellenthal       | 8 518     |
| Nettersheim      | 7 984     |
| Dahlem           | 4 261     |